# تسوتومو اوهاشی
تسوتومو اوهاشی (انگلیسی: Tsutomu Ōhashi؛ زادهٔ ۱ ژانویهٔ ۱۹۳۳) مهندس، استاد دانشگاه، زیست‌شناس مولکولی، عصب‌پژوه، مخترع، آهنگساز، و تهیه‌کننده موسیقی اهل ژاپن است.